# Eusebio de Letre

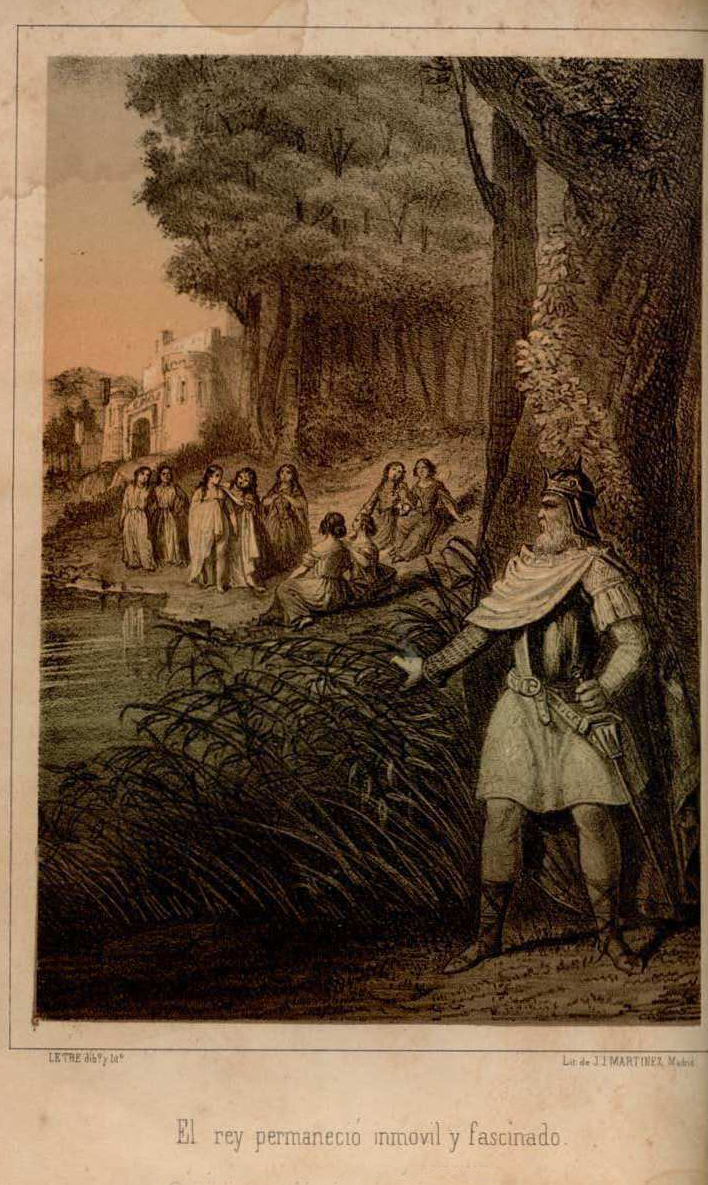
El rey Rodrigo contemplando el baño de Florinda («LETRE dibº y litº») en La Alhambra: leyendas árabes (1856) de Manuel Fernández y González

Eusebio de Letre fue un ilustrador y litógrafo de mediados del siglo XIX en España.

## Biografía

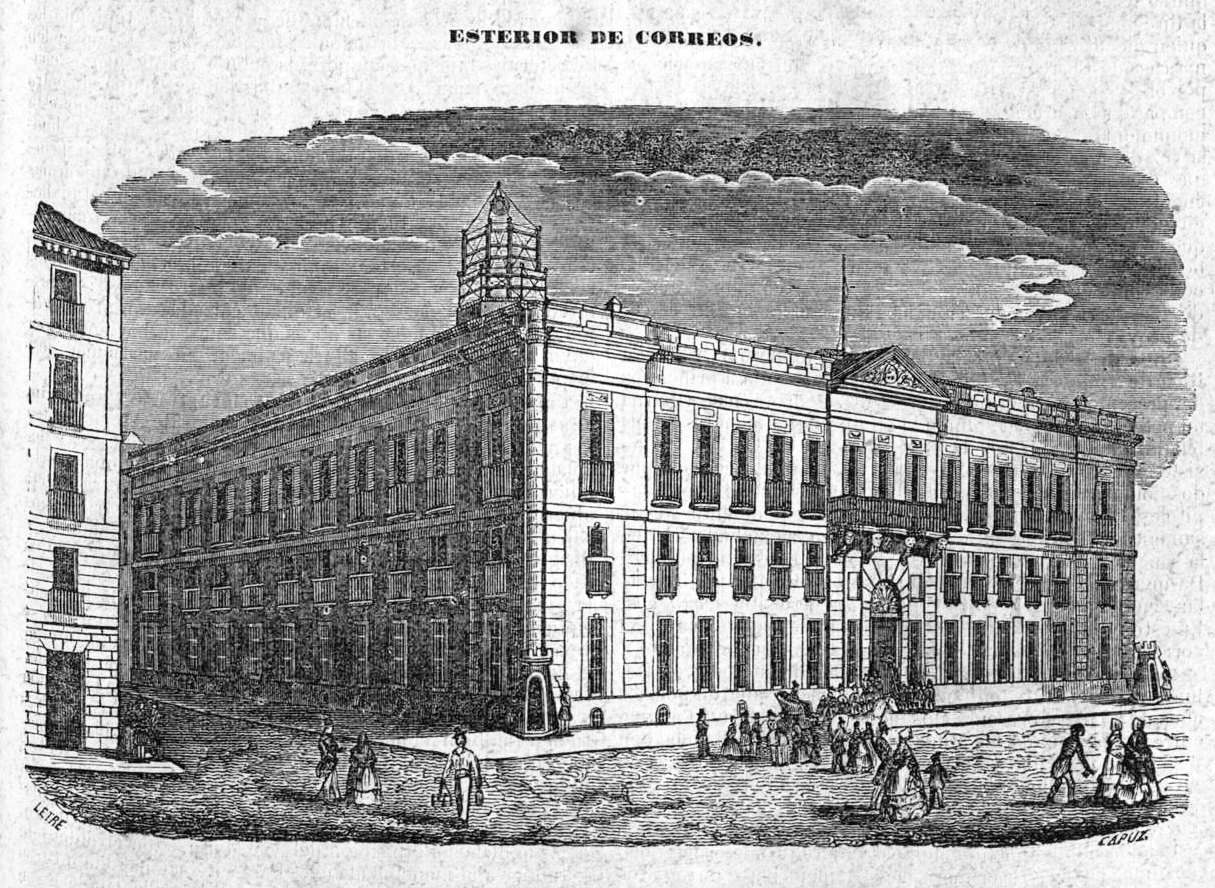
Casa de Correos de Madrid en el volumen X del Diccionario geográfico-estadístico-histórico de España y sus posesiones de Ultramar (1847), ilustración de Letre, grabado de Capuz.

Litógrafo activo a mediados del siglo XIX, su firma apareció en obras como La vida de Jesucristo, Páginas de la vida de Jesucristo, el Diccionario geográfico-estadístico-histórico de España y sus posesiones de ultramar de Madoz, Historia de Madrid de Amador de los Ríos, Historia de las órdenes de caballería, Historia de la marina real española, Historia del Escorial de Rotondo, entre otras muchas, además de en publicaciones periódicas como El Panorama, Semanario Pintoresco y La Educación Pintoresca. Fue autor de una colección de Vistas de París y de numerosas cromolitografías.